# Strategická obranná iniciativa

Logo Strategické obranné iniciativy.

Strategická obranná iniciativa (anglicky Strategic Defense Initiative, SDI, někdy nazývána „Hvězdné války“, anglicky Star Wars) byla navržena prezidentem Spojených států Ronaldem Reaganem 23. března 1983 s cílem vytvořit systém ochrany Spojených států proti útokům strategických jaderných zbraní, především balistických raket. Iniciativa byla zaměřena spíš na strategickou obranu než na ofenzivní strategii vzájemného zaručeného zničení (Mutual Assured Destruction – MAD).
Cílem iniciativy bylo za využití nejnovějších technologií vybudovat takový obranný systém, který by zničil nepřátelské střely ještě před jejich dopadem na území USA nebo jeho spojenců. I když systém nebyl nikdy plně vyvinut, výzkum a technologie SDI připravily půdu pro dnešní systémy protiraketové obrany.

## Založení a historie
V červenci 1979 navštívil prezidentský kandidát Ronald Reagan Velitelské stanoviště NORAD pod Cheyenne Mountain nedaleko Colorado Springs. Zde zhlédl demonstraci velitelských a řídících zařízení, které by Spojené státy použily pro vyhlášení poplachu v případě jaderné války. Rozhněval se, když zjistil, že nemohou udělat nic na obranu proti raketovým útokům. Krátce poté rozhodl, že raketová obrana bude součástí národní bezpečnostní politiky, pokud bude zvolen prezidentem.
Dne 23. března 1983 ve svém projevu prezident Reagan vyzval „vědeckou obec, která nám dala nukleární zbraně, aby své nadání obrátila ve prospěch lidstva ... a poskytla prostředek, který by nukleární zbraně učinil bezmocnými a zastaralými.“ Dal tak vzniknout projektu Strategické obranné iniciativy – SDI.

## Hodnocení projektu
Odpůrci považovali tento plán za nereálný a posměšně ho označili, podle slavné space opery, za „Hvězdné války“. SDI bylo podrobeno vlně kritiky. Nejčastěji se argumentovalo, že je celý projekt nereálný, technicky neproveditelný a odporuje smlouvě ABM z roku 1972. Otázka proveditelnosti byla sporná a zřejmě šlo skutečně o překročení zmíněné smlouvy. Někteří kritikové projevili obavu, že by tento krok mohl vést k nežádoucí reakci ze strany Sovětského svazu.
Dle zastánců se SDI stala trumfem v rukou Američanů. Reagan naopak ujistil, že iniciativa SDI není určena ke zvýšení
americké strategické převahy a zcela respektuje závazky vyplývající z dohody ABM. 
Nicméně Reagan doufal, že by díky novému systému mohl Sovětský svaz z pozice síly donutit k zahájení jednání o odzbrojení. Strach Sovětů z SDI je tak donutil znovu usednout k jednacímu stolu. Na rozhovorech o odzbrojení v Reykjavíku se Reagan odmítl tohoto projektu vzdát. Stoupenci projektu tvrdí, že SDI se společně s Reaganovým odhodláním „uzbrojit“ SSSR staly jedním z hlavních činitelů vítězství USA ve studené válce.